# Helfertsried

Denkmalgeschütztes Bauernhaus

Helfertsried ist ein Gemeindeteil der Gemeinde Dietramszell in Oberbayern im Landkreis Bad Tölz-Wolfratshausen.

## Geografie
Die Einöde liegt in der Region Bayerisches Oberland in der voralpenländischen Moränenlandschaft etwa vier Kilometer südwestlich von Dietramszell.

## Einwohner
1871 wohnten im Ort 22 Personen, bei der Volkszählung 1987 wurden zwölf Einwohner registriert.

## Gebietsreform in Bayern
Die Einöde gehörte zu der am 1. Mai 1978 aufgelösten Gemeinde Kirchbichl; während der Hauptort und weitere Ortsteile nach Bad Tölz eingegliedert wurden, schloss sich der nördliche Gemeindeteil, darunter auch Helfertsried, der Gemeinde Dietramszell an.

## Baudenkmäler
Unter Denkmalschutz steht ein zweigeschossiges Bauernhaus mit giebelseitigen Balkons; die Fassadenmalerei ist von 1930.
Siehe: Eintrag in der Denkmalliste.